# ZNC
ZNC – oprogramowanie typu BNC dla sieci IRC. Tworzy warstwę pośredniczącą między klientem IRC a wybranym serwerem i kanałami. Wielu klientów z wielu miejsc może połączyć się w tym samym czasie z jednym kontem ZNC, jednocześnie korzystając z jednego nicka na serwerze. ZNC zadba o przekazywanie informacji między serwerem a wszystkimi klientami. Wspiera połączenia SSL oraz IPv6. ZNC jest napisane w C++ i wydane pod Apache License.
Główny program, wspierający wiele kont użytkowników, bufor przekazujący po zalogowaniu wiadomości z każdego kanału oraz przeźroczystą obsługę protokołu DCC, może zostać rozszerzony o moduły napisane w Pythonie, Perlu, Tcl albo C++. Dostępne moduły dodają między innymi możliwość zapisu logów z kanałów, szyfrowanie Blowfish, zarządzanie użytkownikami, auto-away czy obsługę powłoki przez IRC. Bardzo popularnym modułem jest webadmin, pozwalający na edycję większości opcji konfiguracyjnych z poziomu przeglądarki internetowej.
ZNC został wydany w sierpniu 2004. Zebrał pozytywne recenzje, szczególnie w porównaniu z psyBNC, oraz ma aktywną społeczność w sieci IRC. W połowie 2009 r. popularność ZNC wśród użytkowników iPhone'ów gwałtownie wzrosła po wydaniu modułów powiadamiających dla Colloquy i Growla.